# Josh McGuire

a Compétitions nationales et continentales officielles uniquement.

b Matchs officiels uniquement.
Josh McGuire, né le 2 mars 1990 à Brisbane (Australie), est un joueur de rugby à XIII australien évoluant au poste de troisième ligne, deuxième ligne ou de pilier. Il fait ses débuts en National Rugby League (« NRL ») avec les Broncos de Brisbane lors de la saison 2009  avec lesquels il dispute la finale de la NRL en 2015. Enfin il a également été appelé en sélection des Samoa entre 2010 et 2017 ainsi qu'en sélection d'Australie dans le cadre de la Coupe du monde 2017. 
Il a notamment remporté à trois reprises le State of Origin avec le Queensland.

## Palmarès
- Collectif :
  - Vainqueur de la Coupe du monde : 2017 (Australie).
  - Vainqueur du State of Origin : 2015, 2016 et 2017 (Queensland).
  - Finaliste de la National Rugby League : 2015 (Brisbane).

### En équipe nationale
| sous les couleurs des Samoa      |                |           |                     |                   |                |
| Année                            | Compétition    | Rang      | Résultats Samoa     | Résultats McGuire | Matchs McGuire |
| 2014                             | Quatre Nations | 4e        | 0 v, 0 n, 3 d       | 0 v, 0 n, 3 d     | 3/3            |
| sous les couleurs de l'Australie |                |           |                     |                   |                |
| Année                            | Compétition    | Rang      | Résultats Australie | Résultats McGuire | Matchs McGuire |
| 2017                             | Coupe du monde | Vainqueur | 6 v, 0 n, 0 d       | 5 v, 0 n, 0 d     | 5/6            |

### Détails en sélection
| Matchs internationaux de Josh McGuire | Matchs internationaux de Josh McGuire | Matchs internationaux de Josh McGuire | Matchs internationaux de Josh McGuire | Matchs internationaux de Josh McGuire | Matchs internationaux de Josh McGuire | Matchs internationaux de Josh McGuire | Matchs internationaux de Josh McGuire | Matchs internationaux de Josh McGuire | Matchs internationaux de Josh McGuire | Matchs internationaux de Josh McGuire | Matchs internationaux de Josh McGuire |
|                                       | Date                                  | Adversaire                            | Résultat                              | Compétition                           | Poste                                 | Points                                | Essais                                | Pen.                                  | Drops                                 |                                       |                                       |
| ------------------------------------- | ------------------------------------- | ------------------------------------- | ------------------------------------- | ------------------------------------- | ------------------------------------- | ------------------------------------- | ------------------------------------- | ------------------------------------- | ------------------------------------- | ------------------------------------- | ------------------------------------- |
| sous les couleurs des Samoa           |                                       |                                       |                                       |                                       |                                       |                                       |                                       |                                       |                                       |                                       |                                       |
| 1.                                    | 16 octobre 2010                       | Nouvelle-Zélande                      | 6-50                                  | Amical                                | Remplaçant                            | 0                                     | 0                                     | 0                                     | 0                                     |                                       |                                       |
| 2.                                    | 24 octobre 2010                       | Tonga                                 | 22-6                                  | Amical                                | Remplaçant                            | 0                                     | 0                                     | 0                                     | 0                                     |                                       |                                       |
| 3.                                    | 25 octobre 2014                       | Angleterre                            | 26-32                                 | Quatre nations                        | Troisième ligne                       | 0                                     | 0                                     | 0                                     | 0                                     |                                       |                                       |
| 4.                                    | 1er novembre 2014                     | Nouvelle-Zélande                      | 12-14                                 | Quatre nations                        | Talonneur                             | 0                                     | 0                                     | 0                                     | 0                                     |                                       |                                       |
| 5.                                    | 9 novembre 2014                       | Australie                             | 18-44                                 | Quatre nations                        | Talonneur                             | 0                                     | 0                                     | 0                                     | 0                                     |                                       |                                       |
| 6.                                    | 2 mai 2015                            | Tonga                                 | 18-16                                 | Amical                                | Talonneur                             | 4                                     | 1                                     | 0                                     | 0                                     |                                       |                                       |
| 7.                                    | 6 mai 2017                            | Angleterre                            | 10-30                                 | Amical                                | Troisième ligne                       | 0                                     | 0                                     | 0                                     | 0                                     |                                       |                                       |
|                                       | Date                                  | Adversaire                            | Résultat                              | Compétition                           | Poste                                 | Points                                | Essais                                | Pen.                                  | Drops                                 |                                       |                                       |
| sous les couleurs de l'Australie      |                                       |                                       |                                       |                                       |                                       |                                       |                                       |                                       |                                       |                                       |                                       |
| 1.                                    | 6 mai 2016                            | Nouvelle-Zélande                      | 16-0                                  | ANZAC Test                            | Remplaçant                            | 0                                     | 0                                     | 0                                     | 0                                     |                                       |                                       |
| 2.                                    | 27 octobre 2018                       | Angleterre                            | 18-4                                  | Coupe du monde                        | Remplaçant                            | 0                                     | 0                                     | 0                                     | 0                                     |                                       |                                       |
| 3.                                    | 3 novembre 2017                       | France                                | 52-6                                  | Coupe du monde                        | Troisième ligne                       | 0                                     | 0                                     | 0                                     | 0                                     |                                       |                                       |
| 4.                                    | 17 novembre 2017                      | Samoa                                 | 46-0                                  | Coupe du monde                        | Troisième ligne                       | 0                                     | 0                                     | 0                                     | 0                                     |                                       |                                       |
| 5.                                    | 24 novembre 2017                      | Fidji                                 | 54-6                                  | Coupe du monde                        | Troisième ligne                       | 0                                     | 0                                     | 0                                     | 0                                     |                                       |                                       |
| 6.                                    | 2 décembre 2017                       | Angleterre                            | 6-0                                   | Coupe du monde                        | Troisième ligne                       | 0                                     | 0                                     | 0                                     | 0                                     |                                       |                                       |
| 7.                                    | 13 octobre 2018                       | Nouvelle-Zélande                      | 24-26                                 | Amical                                | Troisième ligne                       | 0                                     | 0                                     | 0                                     | 0                                     |                                       |                                       |
| 8.                                    | 20 octobre 2018                       | Tonga                                 | 34-16                                 | Amical                                | Troisième ligne                       | 0                                     | 0                                     | 0                                     | 0                                     |                                       |                                       |

### En club

#### Statistiques
| Saison | Club             | Compétition           | Matchs | Points | Essais | Goals | Drops |
| ------ | ---------------- | --------------------- | ------ | ------ | ------ | ----- | ----- |
| 2009   | Brisbane Broncos | National Rugby League | 14     | 8      | 2      | 0     | 0     |
| 2010   | Brisbane Broncos | National Rugby League | 14     | 0      | 0      | 0     | 0     |
| 2011   | Brisbane Broncos | National Rugby League | 18     | 0      | 0      | 0     | 0     |
| 2012   | Brisbane Broncos | National Rugby League | 24     | 4      | 1      | 0     | 0     |
| 2013   | Brisbane Broncos | National Rugby League | 19     | 4      | 1      | 0     | 0     |
| 2014   | Brisbane Broncos | National Rugby League | 24     | 8      | 2      | 0     | 0     |
| 2015   | Brisbane Broncos | National Rugby League | 13     | 8      | 2      | 0     | 0     |
| 2016   | Brisbane Broncos | National Rugby League | 24     | 0      | 0      | 0     | 0     |
| 2017   | Brisbane Broncos | National Rugby League | 25     | 12     | 3      | 0     | 0     |
| 2017   | Brisbane Broncos | National Rugby League | 19     | 0      | 0      | 0     | 0     |
| Total  | Total            | Total                 | 194    | 44     | 11     | 0     | 0     |